# Myotis midastactus
Myotis midastactus là một loài dơi có lông ánh kim mới được phát hiện ở Bolivia thuộc họ Dơi muỗi, đây là loài dơi thứ 5 vốn sinh sống tại Brazil, Venezuela và Ecuador. Tên của loài dơi là Myotis là loài dơi tai chuột và từ midastactus lấy cảm hứng từ vị vua Midas tham vàng trong thần thoại Hy Lạp. Myotis midastactus chỉ sống ở Bolivia và được xếp cùng loại với loài dơi khác được tìm thấy ở Nam Mỹ tên Myotis simus. Dơi này khác biệt rõ với đồng lại do bộ lông xù màu vàng ánh kim và thân rất ngắn. Trong tự nhiên, nó sống trong hang, hốc cây hoặc trong mái tranh ở vùng thảo nguyên, ăn côn trùng nhỏ và rễ cây.